# Lycosa similis
Lycosa similis là một loài nhện trong họ Lycosidae.
Loài này thuộc chi Lycosa. Lycosa similis được Richard C. Banks miêu tả năm 1892.